# Farinata degli Uberti
Pour les articles homonymes, voir Uberti (homonymie).
Farinata degli Uberti (1212 - mort le 11 novembre 1264) a été l'un des chefs de la faction gibeline de Florence pendant le Duecento.

## Biographie
Farinata appartenait à l'une des plus anciennes et éminentes familles nobles de Florence. Chef de la faction gibeline dans sa ville pendant les luttes de pouvoir de l'époque, il conduisit les Gibelins à partir de 1239, mais après la mort  de l'empereur du Saint-Empire romain, Frédéric II, en 1250, les Guelfes prirent le pouvoir à Florence et instaurèrent le premier gouvernement populaire (popolo). 
Il s'exila avec ses partisans et se réfugia à Sienne, bastion gibelin. Farinata s'allia avec le fils illégitime de Frédéric, Manfred Ier de Sicile, qui cherchait à étendre ses alliances pour s'imposer sur le trône de Sicile. En septembre 1260, Farinata conduisit les forces gibelines à la victoire sur les Guelfes rivaux à la bataille de Montaperti. En conséquence, il a été capable de capturer Florence. Les principales familles rivales furent bannies et le gouvernement de Florence fut radicalement restructuré pour assurer la domination gibeline. 
Les alliés de Farinata voulaient s'assurer que Florence ne se relèverait jamais pour les menacer. Suivant l'exemple de la cruauté romaine envers son ennemi Carthage, ils votèrent pour ravir Florence complètement à la terre. Seul Farinata s'oppose à eux, se déclarant être d'abord florentin avant gibelin, et jurant de défendre sa ville natale avec son épée. Les Gibelins choisissent de seulement détruire les défenses de la ville et les maisons des principaux Guelfes, abattant 103 palais, 580 maisons et 85 tours.
Lorsque les Guelfes reprirent le contrôle de la ville en 1266, ils répètent à l'inverse les démolitions, en détruisant tous les bâtiments appartenant au clan Uberti, qui se trouvaient dans ce qui est aujourd'hui la Piazza della Signoria, décrétant aussi qu'aucun édifice ne devrait jamais y être érigé. C'est pourquoi le Palazzo Vecchio, commencé dans les années 1290, n'est pas au centre de la place, comme on pourrait s'y attendre, mais serré d'un côté.

## Représentations dans l'art

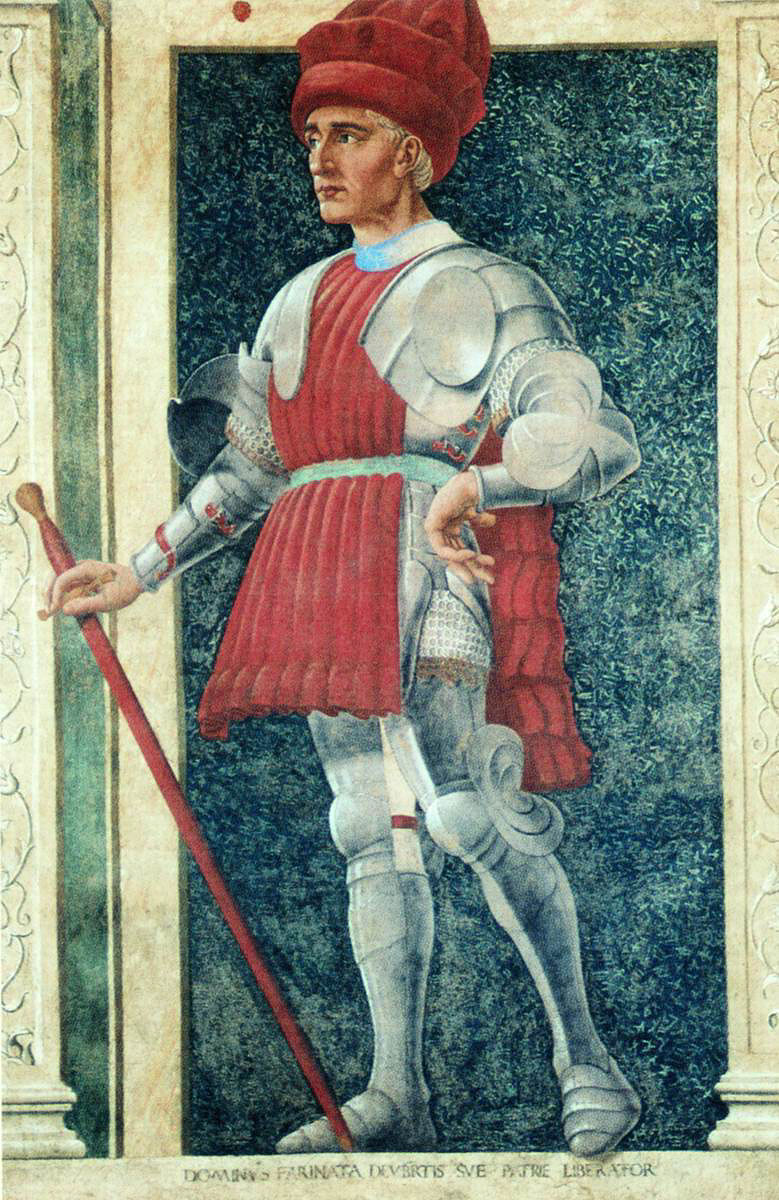
Son portrait par Andrea del Castagno.

- Sa statue figure dans une des niches du piazzale des Offices.
- Andrea del Castagno le représente dans sa série des Hommes et femmes illustres.
- Dante le place dans son Enfer (chant X) en compagnie des athéistes et des hérétiques.
- Gustave Doré illustrant la Divine Comédie, le représente et son tombeau visités par Dante et Virgile